# Sonwik

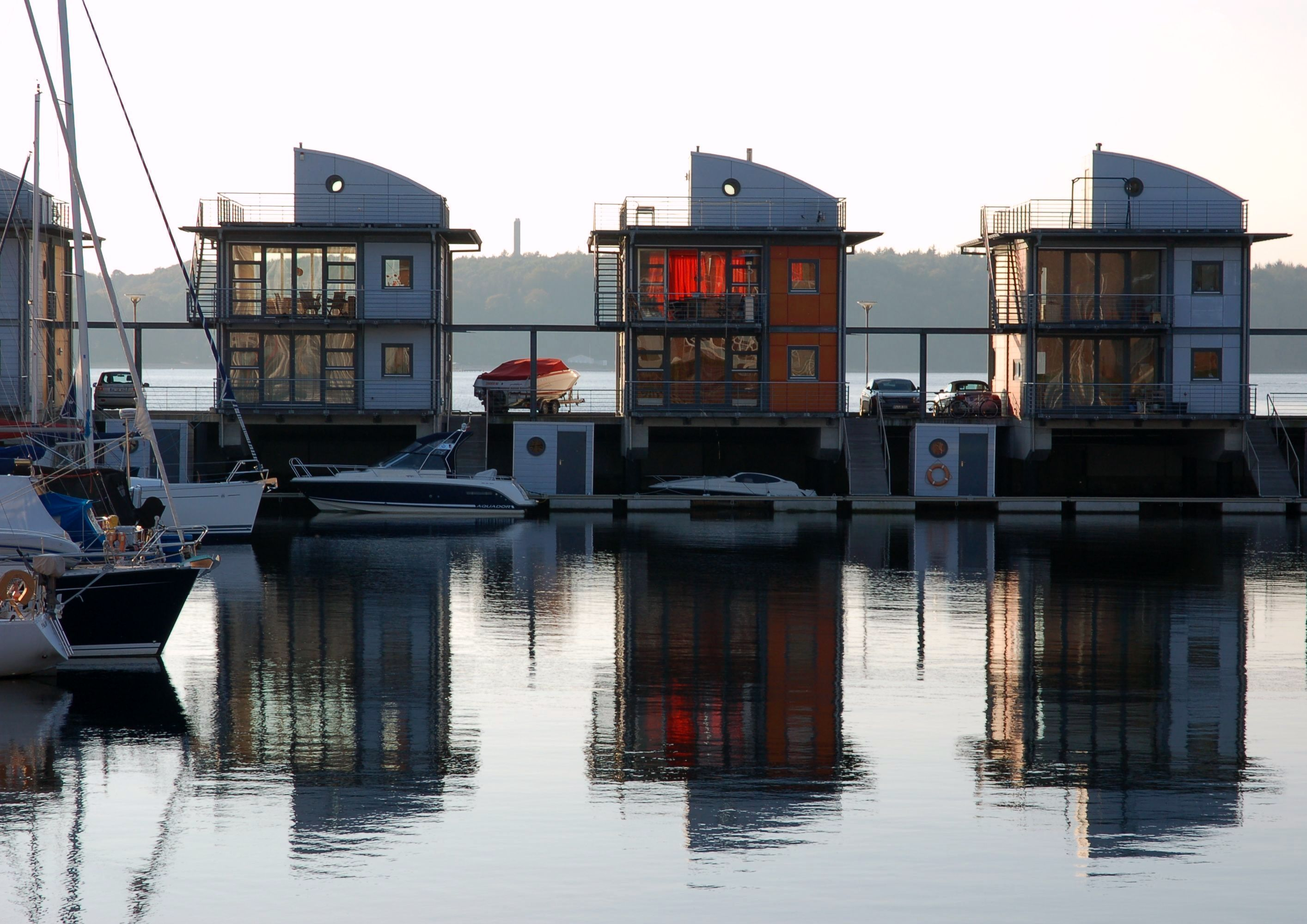
Wasserhäuser in Sonwik (Foto 2007)

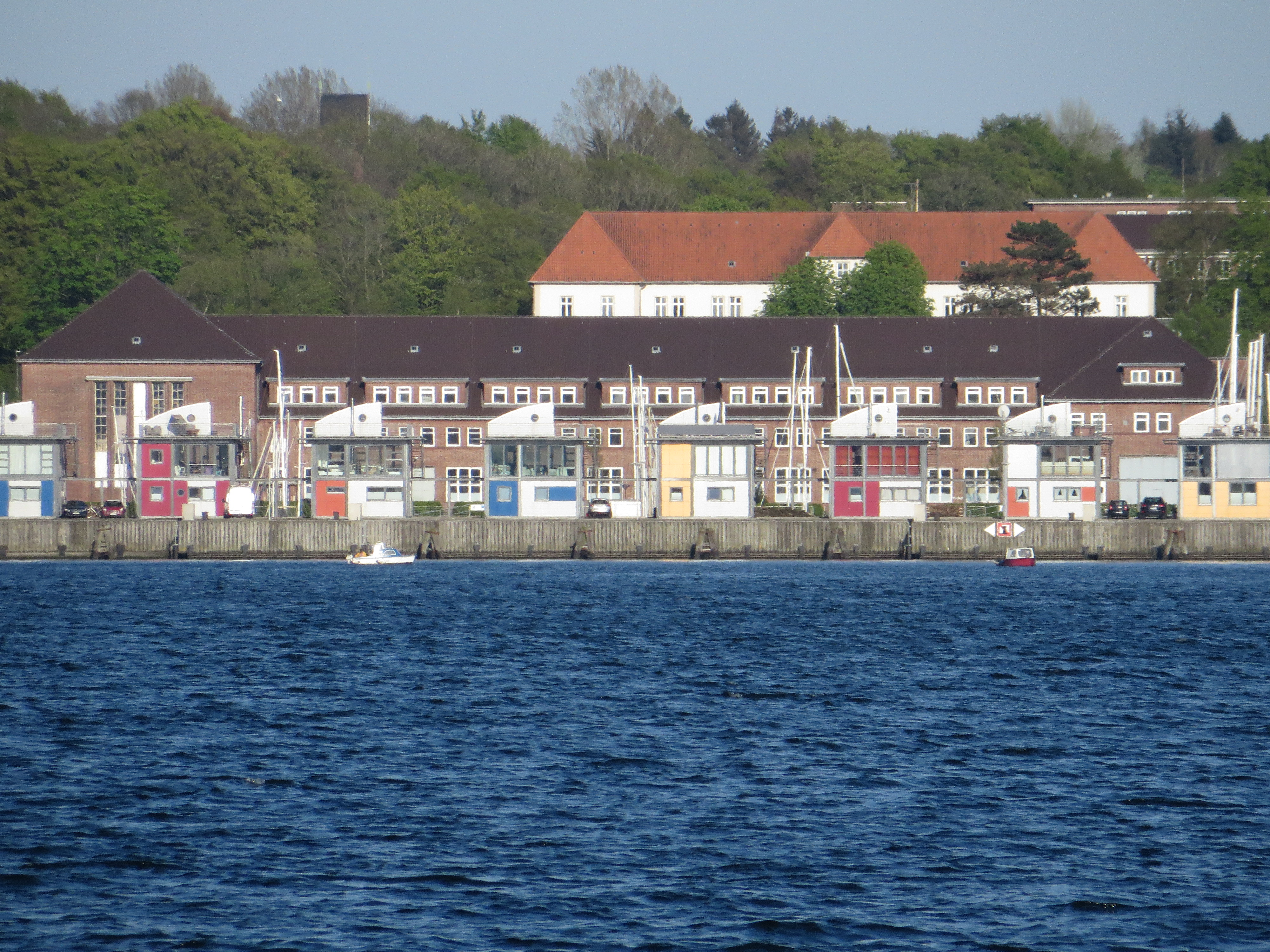
Sonwik mit der weißen Tirpitz-Kaserne, dem Hauptgebäude der Torpedostation der kaiserlichen Marine von 1901–1902 (Foto 2014)

Kampfschwimmer während einer Übung im Stützpunktbereichs des heutigen Sonwiks (Foto: 1984)

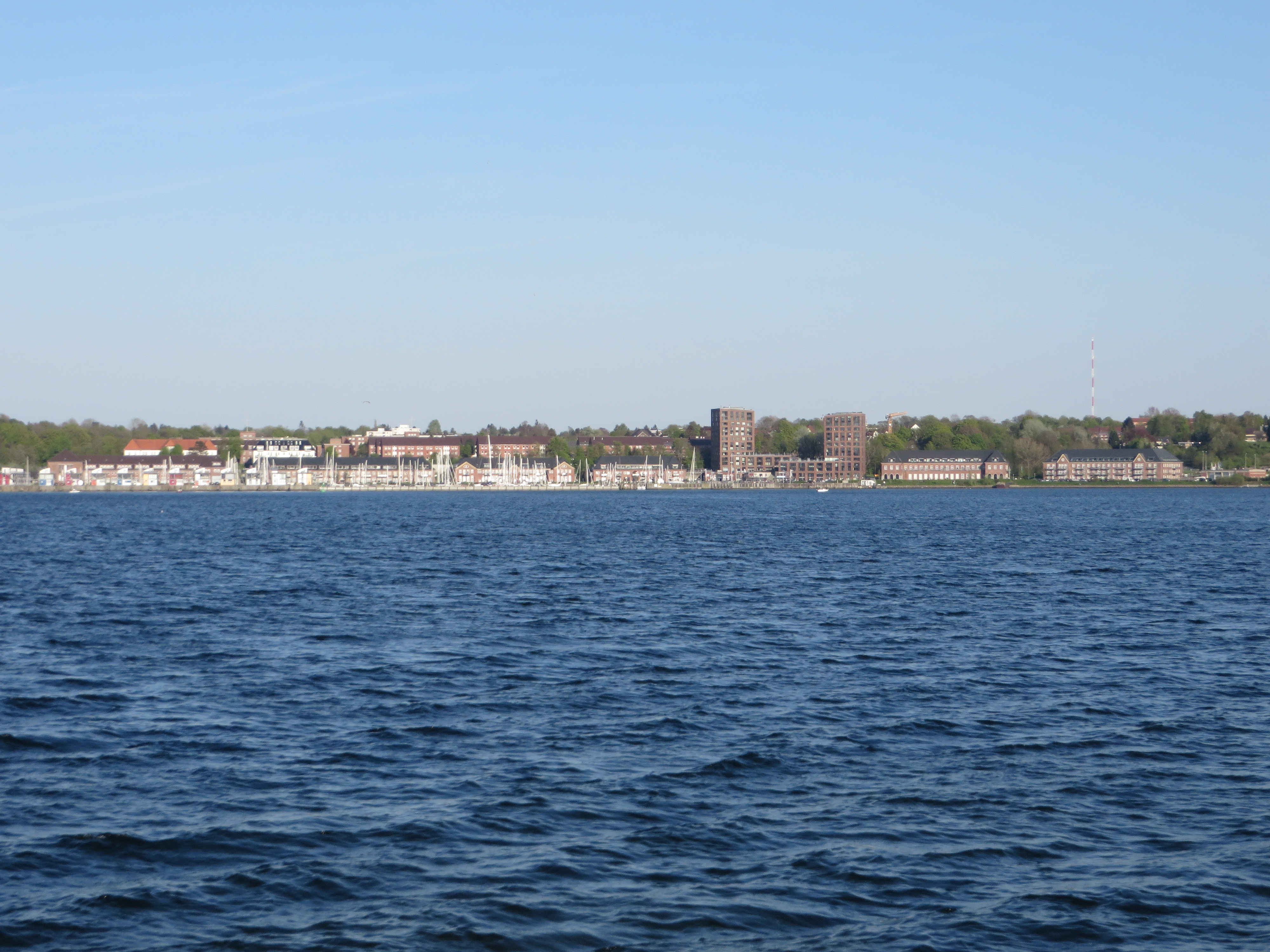
Das Hafenviertel Sonwik vom Wasser aus (2014)

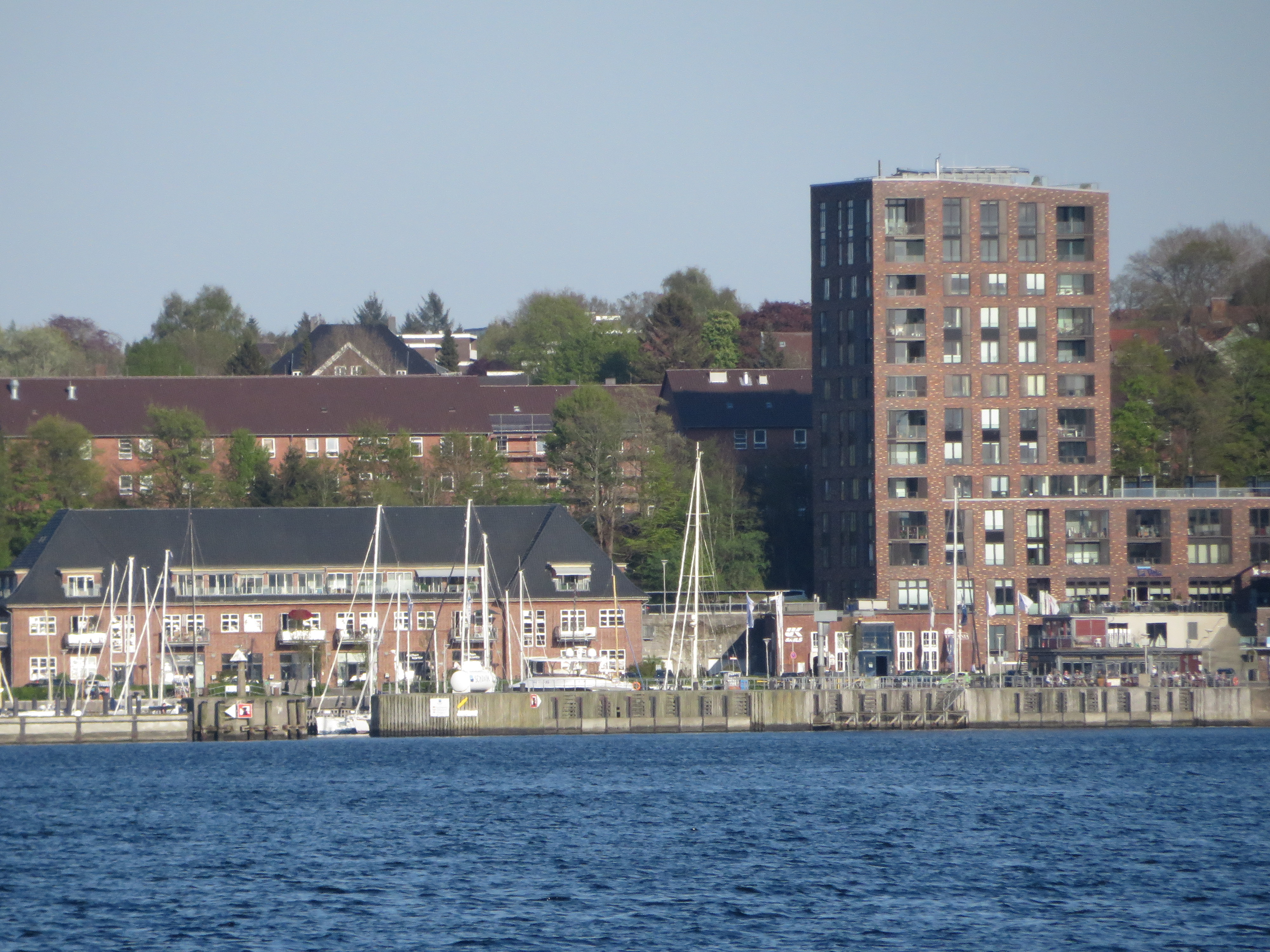
Sonwik vom Wasser aus, mit militärisch genutzten Bauten im Hintergrund und Turm Lee auf der rechten Seite des Bildes (2014)

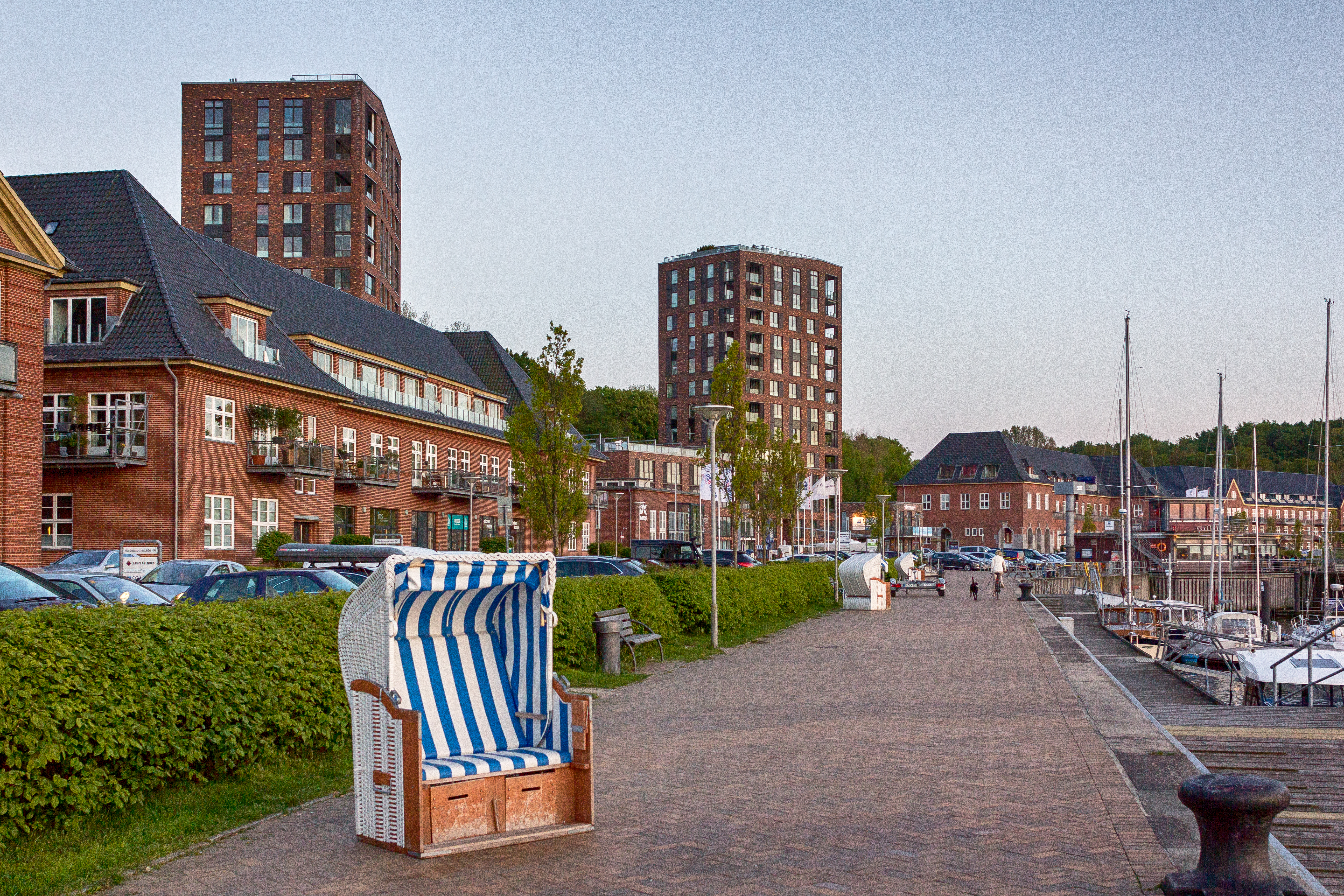
Promenade an der Marina Sonwik mit ehemaligen Marinegebäuden und den beiden Hochhäusern Luv und Lee (2015)

Das an der Flensburger Innenförde gelegene Hafenviertel Sonwik ist der zivil bewohnte, am Wasser liegende Teil des Stadtbezirks Stützpunkt Flensburg-Mürwik, in welchem sich auch die Marineschule Mürwik befindet. Das 12,5 ha große Gebiet umfasst zum größten Teil die Anlagen des ehemaligen Marinestützpunkts Flensburg-Mürwik. Es gehört zum Stadtteil Mürwik und besteht im Wesentlichen aus der Marina Sonwik, eingefasst von 20 bundesweit beachteten Wasserhäusern, und einer Uferpromenade, bei der zur Landseite hin ehemalige Marinegebäude stehen, die im Stil der norddeutschen Backstein-Neogotik gehalten sind.

## Etymologie
Der Name leitet sich ab aus dem Nordfriesischen Son für Sonne und Wik für Bucht, bedeutet also etwa Sonnenbucht. Der Blick von der Promenade aufs Wasser ist allerdings nicht nach Süden ausgerichtet, sondern nach Westen bis Nordwesten, dem Punkt am Horizont, wo die Sonne untergeht. Die Gegend wurde früher teilweise auch Klein-Westerland genannt. Der Name Sonwik entstand erst nach der Konversion der 1990er Jahre.

## Geschichte

### Klein-Westerland
In den 1870er Jahren begannen die Flensburger Teile des heutigen südlichen Gebietes von Sonwik als Badestrand zu nutzen. Im Gegensatz zum Ostseebad auf der anderen Fördeseite wurde kein Eintritt verlangt. Zudem war es näher an der Flensburger Innenstadt als Solitüde, welches sich erst in den 1920er Jahren als weitere Alternative auf dem Ostufer der Förde herausbildete. In Analogie zu Westerland auf Sylt wurde das besagte Gebiet Klein Westerland genannt. Der öffentliche Badestrand bestand bis in die 1930er Jahre. In dieser Zeit übernahm die Marine die Strandfläche und bebaute sie.

### Nutzung durch die Marine bis zum Kriegsende 1945
Anfang des 20. Jahrhunderts hatte die Marine auf dem oberhalb gelegenen Gelände am Fördehang die Torpedostation errichtet (1901/1902), die als Kaiserliche Torpedoschule diente. Die beiden Kasernengebäude (Tirpitz-Kaserne und Maaß-Kaserne) der Torpedostation sind stark baulich verändert erhalten geblieben, sie liegen an der Torpedostraße, die ihren Namen am 2. Oktober 1914 erhielt. Auch das benachbarte nördlich gelegene Gelände, an das Sonwik heute grenzt, wurde übernommen. Auf besagtem nördlichen Gelände wurde 1907 bis 1910 von Baurat Adalbert Kelm nach Vorbild der Marienburg die Marineschule als Marineakademie der Kaiserlichen Marine für Kaiser Wilhelm II. errichtet. Der Burgbau wird auch „Marine-Burg“ wie auch „Rotes Schloss am Meer“ genannt.
Später diente der Marinehafen der Reichs- und Kriegsmarine als Ausbildungsstätte für Seeoffiziere. In den 1930er Jahren wurde der Marinehafen Mürwiks stark umgebaut und erweitert. Der Marinestützpunkt wuchs in den 1930er Jahren in Form großer Backsteinbauten südwärts bis an die Ziegeleistraße heran, so dass der Strand Klein-Westerland verschwand. Zudem wurden in dieser Zeit auch oberhalb der Torpedostation eine große Anzahl Gebäude errichtet, auf diese Weise entstand die Nachrichtenschule. Am 28. Mai 1936 fand ein streng geheimer Besuch Adolf Hitlers in Mürwik statt. Der Diktator reiste mit der Aviso Grille an und nahm am Abend am Nachttorpedoschießen des zeitgleich eingetroffenen Panzerschiffes Admiral Graf Spee teil. Vier Jahre zuvor war Hitler schon einmal in Flensburg gewesen (Vgl. Wahlkampfauftritt von Adolf Hitler im Flensburger Stadion 1932).
Zum Ende des Zweiten Weltkriegs nutzte Großadmiral Karl Dönitz, der von Hitler kurz vor seinem Selbstmord zum Reichspräsidenten und Nachfolger ernannt worden war, zusammen mit weiteren Regierungsmitgliedern sowie Generälen, Kommandanten, SS-Offizieren und Parteifunktionären das Militärgebiet mit der Marineschule (damals „Sonderbereich Mürwik“ genannt) als Regierungssitz, bis er am 23. Mai 1945 zusammen mit der geschäftsführenden Reichsregierung von der britischen Armee verhaftet wurde. Der Marinehafen wurde in Folge stillgelegt.

### Zivile Nutzungsphase nach dem Krieg
In der Zeit nach dem Krieg wurde die benachbarte Marineschule zunächst als Lazarett, als Pädagogische Hochschule (1946–1959) und von der Zollschule Flensburg (1950–1956) genutzt. Die benachbarte Marinesportschule wurde seit 1947 von der Stadt verwaltet und diente bis 1957 als ziviles Sportangebot. Auch der Mürwiker Marinehafen sollte zivil umgenutzt werden. Am 4. Oktober 1947 wurde dort die Flensburger Exportmusterschau eröffnet. Bis zum 15. Dezember des Jahres stellten dort 172 Unternehmen ihre Waren dort aus. Insgesamt besuchten 70.000 Besucher, darunter 7000 ausländische, hauptsächlich dänische Besucher, die erste Messesaison. Es wurden Exportverträge über einen Gesamtwert von rund 20 Millionen US-Dollar abgeschlossen. In den darauffolgenden Jahren war die Messer weniger erfolgreich. Die Exportmesse Hannovers setzte sich durch. 1951 wurde Die Flensburger Messe-Gesellschaft GmbH liquidiert.
Ab dem 5. Mai 1952 wurde das Gebäude der Bonte-Kaserne, im südlichen Teil von Sonwik, vom Kraftfahrt-Bundesamt genutzt. In den Jahren 1961 bis 1965 entstand in der Fördestraße 16, östlich von der Marineschule, ein neues, größeres Gebäude, das im Jahre 1965 vom Kraftfahrt-Bundesamt bezogen wurde, sodass die Bonte-Kaserne frei für die anschließende militärische Nutzung wurde.

### Nutzung durch die Bundesmarine
Mit der Aufstellung der Bundesmarine in den 1950er Jahren begann wieder die weitgehend militärische Nutzung im Bereich des Stützpunktes Flensburg-Mürwik. Seit November 1956 werden in der Marineschule von der damals neu gegründeten Bundesmarine (ab 1990 Deutsche Marine) Marinesoldaten ausgebildet. Der Marinehafen wurde ebenfalls in den 1950er Jahren wieder in Betrieb genommen.
Anfang der 1990er Jahre führte der politische Wandel im Osten zu einer militärischen Entspannung in Europa. Die deutsche Marine gab auf Grund der fehlenden Bedrohung aus dem Osten und der nach der Wiedervereinigung eingeleiteten Neustrukturierung den Flensburger Stützpunkt nach einiger Zeit auf. Ein großer Teil der militärischen Liegenschaften wurde daher seit 1993 freigegeben. 1998 wurde letztlich auch der Mürwiker Marinehafen von der Bundeswehr aufgegeben. Nicht aufgegeben wurde dabei aber der Bootshafen der Marineschule Mürwik.

### Entstehung des heutigen Sonwiks
Im Jahre 2002 begannen vier private Investoren die denkmalgeschützten Marinegebäude zu renovieren. Damals erhielt das Gebiet, in dessen Bauzeit 100 Mio. Euro investiert wurden, seinen neuen Namen. Die ersten Einheiten wurden im Sommer 2003 bezogen. Die Investoren bauten ebenfalls das Kapitänshaus für Wohnzwecke und Kasinogebäude und als Wohn- und Geschäftshaus um. Zudem errichteten Investoren in Sonwik Wasserhäuser mit 360°-Rundumblick. Unter anderem renovierten sie auch das Sanitätshaus Haus 11. Es entstand die 4-Sterne-Marina Sonwik. Sie umfasst heute ca. 370 Liegeplätze.

## Anlage

### Ehemalige Marinegebäude
Über die insgesamt vierspurige Straße von Kielseng ist Sonwik gut erreichbar. Die Marinegebäude Sonwiks wurden als Kulturdenkmale des Stadtteils Mürwik eingetragen und unterliegen daher strengen Denkmalschutzauflagen. Sie werden als Büro- und Gewerbefläche sowie Eigentumswohnungen genutzt. Nach der Umnutzung bezogen somit auch verschiedene Unternehmungen die Gebäude. Unter anderem das stark in Flensburg aktive Unternehmen Bauplan Nord, das sich erheblich am Umbau von Sonwik beteiligte.

### Wasserhäuser
Auf den Außenmolen des Hafens stehen moderne Wasserhäuser, zu denen teilweise auch private Bootsanleger gehören, die nur durch die Eigner bzw. Mieter genutzt werden dürfen. 2014 gab es Pläne, auf der nördlichen, bisher unbebauten Mole, ein weiteres, zugleich größeres Wasserhaus zu bauen, was dazu führte, dass ein neuer Bebauungsplan für die besagte Nordmole von Sonwik angedacht wurde.

### Luv und Lee
Zusätzlich zu den bestehenden Gebäuden errichteten die Investoren zwei 40 Meter hohe L-förmige Neubauten, jeweils Luv und Lee genannt. Der nördlichere der beiden Türme ist Lee (Nordturm) und der südlichere Luv (Südturm). Von der gegenüberliegenden Seite des Wassers erkennt man Lee zur Linken und Luv zur Rechten. Im Nordturm wurde bald nach dessen Errichtung das Restaurant Lee eingerichtet, das bis heute existiert. Zu den langjährigen aktiven Unternehmungen des Sonwiker Hafens gehört auch ein Sea-Help-Pannendienst für Schiffe.

### Marina Sonwik
Die Marina Sonwik liegt auf der Ostseite der Flensburger Innenförde, nahe Kielseng. Eine Promenade am Yachthafen verbindet das Gelände mit der Flensburger Innenstadt. Der Yachthafen, deren Betrieb seit 2016 dem Flensburger Yacht-Service (FYS) obliegt, hat 365 Liegeplätze. Darunter sind 350 Plätze an Festlieger vergeben, von denen 30 als Charterer agieren. Aufgrund der Wassertiefe von über 5 m können auch Schiffe bis über 75 Fuß Länge die Hafenanlage nutzen. Die Ansteuerung der Marina ist bei Tag und Nacht unproblematisch, da Fahrwassertonnen gelegt sind und der Eingang erleuchtet ist. Eine Bootstankstelle und ein Drei-Tonnen-Kran sind auf dem Gelände der Marina untergebracht. Eigentümer der Hafenanlage ist eine Sonwik-Investorengruppe, die sich aus den Unternehmen Bauplan Nord, IGA-Haus und Densch & Schmidt zusammensetzt. Sonwik beherbergt den einzigen Hafenbereich in der Flensburger Förde mit vier Sternen.

Panoramabild Marina Sonwik, 2015

### Fährverbindung
Mit der MS Flora II existiert heute eine kleine Schiffsverbindung zwischen dem Flensburger Innenhafen und Sonwik.

### Wasserflugstation Sonwik
Am Anfang des 21. Jahrhunderts wurde eine Wasserflugstation bei Sonwik etabliert. Ursprünglich befand sich beim unweit gelegenen Fahrensodde eine Wasserflugstation aus der Kaiserzeit. Dieser Seefliegerhorst Fahrensodde wurde nach dem Zweiten Weltkrieg aber schon aufgegeben. Heutzutage nutzen Fluggesellschaften vom Flugplatz Flensburg-Schäferhaus die Bucht von Sonwik als Wasserlandeplatz. Ursprünglich wurden diese Flüge allein durch Clipper Aviation angeboten. Im Januar 2015 übernahm Baltic Seaplane den Flugbetrieb für Wasserflugzeuge.

### Gastronomie und Hotelstandort
An verschiedenen Stellen Sonwiks bestehen heute Gastronomiebetriebe. Das Hotel James befindet sich im nördlich gelegenen Heizwerks- und Werkstättengebäude, das ab dem Jahr 2017 für seinen neuen Zweck umgebaut wurde. Das James wurde im Juli 2020 eröffnet. Anfang des 20. Jahrhunderts hatte sich an der Stelle des Heizwerks und Werkstättengebäudes schon einmal ein Hotel, nämlich das Strandhotel (später Lindenhof), befunden, das aber auf Grund der militärischen Nutzung des Geländes damals abgerissen worden war.

### Sonwiker Fördewald

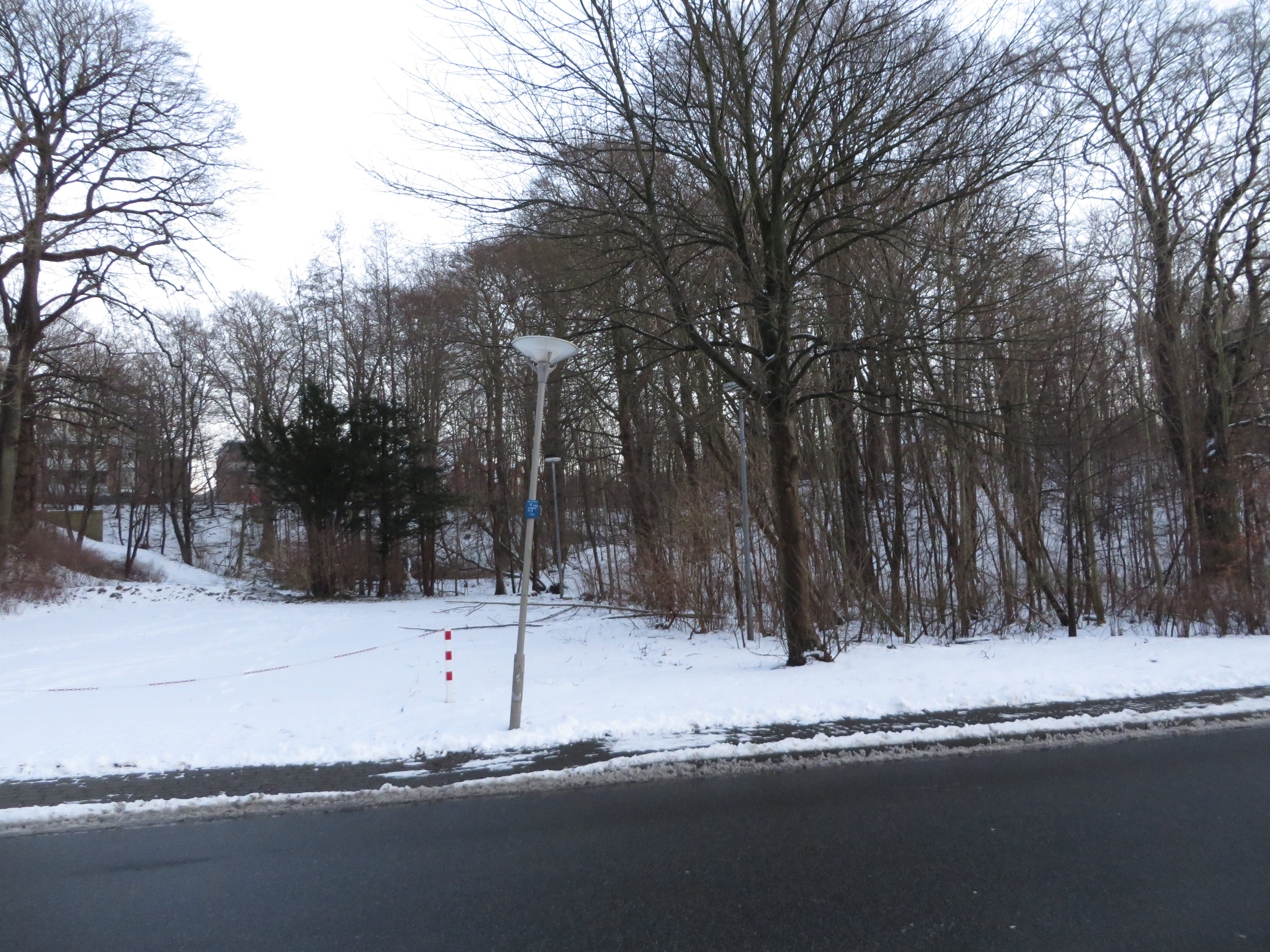
Am Sonwiker Fördewald im Winter 2015

Bei Sonwik liegt des Weiteren ein geschütztes Waldgebiet, welches sich zwischen der Swinemünder Straße und der Ziegeleistraße über den Fördehang erstreckt (Lage). Dieser Fördewald Sonwiks ist möglicherweise noch ein Überrest des Mürwiker Parks, einem Vorläufer des Volksparks. Der ehemals vielbesuchte Park mit seinem „hügelig zerklüftetem Gelände“ bot den Besuchern unter anderem eine „heilige Quelle“. Eine solche Quelle ist in dem Gebiet heute jedoch nicht mehr erkennbar. Auf Grund der Bodenbeschaffung sind dort aber an verschiedenen Stellen Wasseraufstauungen im Boden möglich. Über ein ursprüngliches Wegenetz sind keine Unterlagen erhalten geblieben, dennoch sind hier und da Trampelpfade im Waldboden erkennbar. Das Terrain zeigt mit seiner Formation leichte Ähnlichkeit zur Cäcilienschlucht. Der Sonwiker Fördewald wird offenbar heute kaum gepflegt und zeigt sich optisch verwildert.

### Öffentliche Kunstwerke

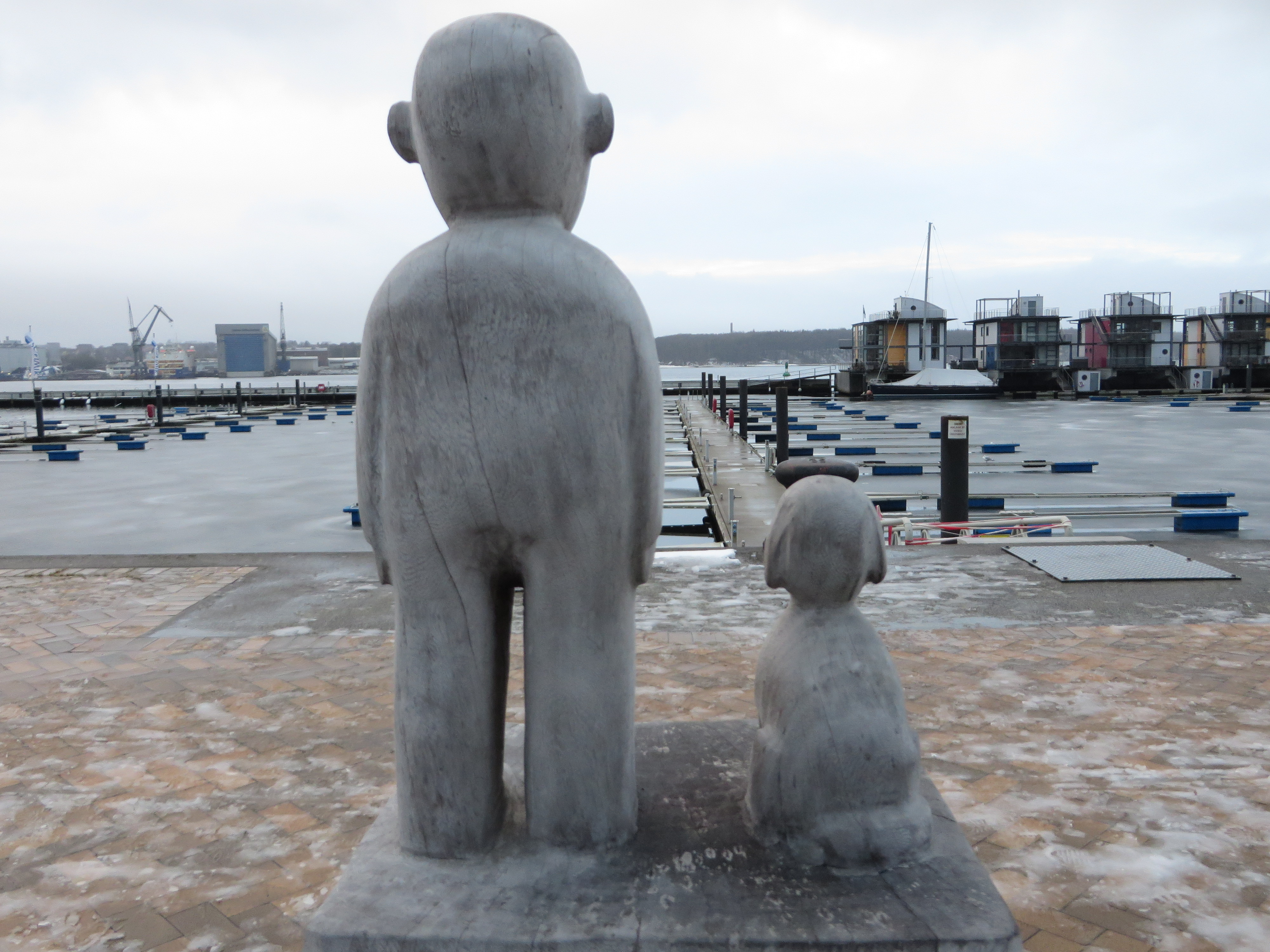
Skulpturenpaar aus Hund und Mann in Sonwik (Januar 2015)

An verschiedenen Stellen Sonwiks wurden öffentliche Kunstwerke aufgestellt, beispielsweise 2009 ein Skulpturenpaar aus Hund und Mann vom Bildhauer Jonas Kötz von der Insel Krautsand. Die Skulpturen greifen hauptsächlich das Thema Paar-Beziehung auf. Die Idee war es, dass die Kunstwerke mit den beiden Wohntürmen Lee und Luv korrespondieren sollten. 2009 wurde außerdem auch die Skulptur „Zu zweit im Wind“, der Bildhauerin Tietze Schmuck aufgestellt.